# Гайдаш, Андрей Александрович
Андрей Александрович Гайдаш (укр. Андрій Олександрович Гайдаш; род. 16 января 1989, Симферополь) — украинский футболист, нападающий клуба «ТСК-Таврия».

## Карьера
Воспитанник УОР «Симферополь». Карьеру начинал в «Крымтеплице». В 2007 и 2008 годах был в составе клуба «Ильичёвец». В составе ялтинского «Фороса» в мае 2009 года стал обладателем Кубка Крыма.
В 2009 и 2010 годах был игроком харьковского «Металлиста», где выступал за дубль и сыграл одну игру в Кубке Украины. В 2011 году провёл две игры за «МФК Николаев». В 2012 году выступал за «Титан» из Армянска. В 2013 году перешёл в запорожский «Металлург», в составе которого дебютировал в Украинской Премьер-лиге.
С 2014 года заявлен за хабаровский клуб «СКА-Энергия», который выступает в ФНЛ.
После аннексии Крыма Россией принял российское гражданство.
17 мая 2016 года объявил на сайте болельщиков «СКА-Энергии» об уходе из клуба.
31 августа был заявлен за клуб «ТСК-Таврия», выступающий в Чемпионате Крыма. 5 ноября дебютировал за новый клуб, выйдя на замену в матче против «Крымтеплицы».

## Семья
Является сыном бывшего нападающего сборной Украины и одного из лучших бомбардиров в истории чемпионатов Украины Александра Гайдаша.